# Cantón de Riom-Este
El cantón de Riom-Este era una división administrativa francesa, que estaba situada en el departamento de Puy-de-Dôme y la región de Auvernia.

## Composición
El cantón estaba formado por siete comunas, más una fracción de la comuna que le daba su nombre:
- Cellule
- Châtel-Guyon
- La Moutade
- Le Cheix
- Ménétrol
- Pessat-Villeneuve
- Riom (fracción)
- Saint-Bonnet-près-Riom

## Supresión del cantón de Riom-Este
En aplicación del Decreto nº 2014-210 de 21 de febrero de 2014, el cantón de Riom-Este fue suprimido el 22 de marzo de 2015 y sus 8 comunas pasaron a formar parte; seis del nuevo cantón de Riom y dos del nuevo cantón de Châtel-Guyon.